# I'm a Mess (Avril Lavigne)
I'm a Mess è un singolo della cantante canadese Avril Lavigne, pubblicato il 3 novembre 2022 come quarto estratto dal suo settimo album in studio Love Sux. Il brano è stato incluso nella versione deluxe dell'album, che è stata pubblicata tre settimane dopo il singolo. Il brano vede la partecipazione del cantante britannico Yungblud.

## Video musicale
Il videoclip, diretto da Patrick Tracy, è stato pubblicato contestualmente all'uscita del singolo attraverso il canale sul canale YouTube della cantante.

## Tracce
1. I'm a Mess (feat. Yungblud) – 3:08

## Classifiche
| Classifica (2022) | Posizione massima |
| ----------------- | ----------------- |
| Belgio (Fiandre)  | 44                |